# Gamla svenska mått
Detta är en sammanställning över olika sorters gamla svenska mått. För många av måtten i listan anges i artiklarna värden som är resultat av måttreformer genomförda på 1600-talet, och det är dessa som vanligen i andra sammanhang åsyftas när man talar om "gamla svenska mått". "Gamla svenska mått" ska alltså inte uppfattas som "äldsta kända" eller något liknande. Måttenheterna användes också i nuvarande Finland eftersom området var en integrerad del av det svenska riket.
Det förekommer många regionala måttenheter, med mer eller mindre bestämd koppling. Vissa enheter var uppenbarligen beroende på vilken yrkesgrupp som begagnade sig av dem. 
Vid olika tillfällen i historien, har gjorts försök att standardisera måttsystemen, såväl nationellt som internationellt, oftast med föga framgång, även inom länderna. Det nuvarande systemet, metersystemet, med mått som meter, kubikmeter och kilogram, beslutades i Sverige 1875, och infördes 1879 -- 88. Fortfarande lever dock det mycket gamla måttet verktum kvar bland byggfolk, ca 25 mm, åtminstone vad gäller virkesdimensioner, exempelvis 2’’ × 4’’ sågat (”tvåtumfyra sågat”, ca 50 × 100 mm).

## Svenska mått- och viktsystem före 1855
Fram till 1855 användes följande längdmått i Sverige:
Enheten för längdmåttet var alnen.
1 mil = 6000 famnar
1 famn = 3 alnar
1 aln = 2 fot
1 fot = 2 kvarter
1 kvarter = 6 verktum
1 verktum = 12 verklinjer. Linjer användes dock i praktiken endast i speciella tillämpningar, t ex storleken på lampglas för fotogenlampor. I stället föredrog man delar av verktum, såsom halva, fjärdedels och åttondels tum.
Enheten för ytmåttet var tunnlandet.
Enheten för torra varors mått var tunnan.
Enheten för våta varors mått var kannan.
Enheten för viktualievikten var skålpundet. (livsmedel)
Enheten för guld- och silvervikten var skålpundet.
Enheten för medicinalvikten var skålpundet (libran).
Enheten för övriga vikter var skeppundet.

## Svenska mått- och viktsystem efter 1855
Efter 1855 gällde fot alltjämt som grundenhet för längdmått, och dess definition ändrades inte:
Dessa längdmått avskaffades officiellt 1888 i samband med metersystemets införande.
1 gammal linje motsvarade 2,0618… mm. Ofta räckte den precisionen, men 1 nylinje = 2,969 mm kunde ibland vara ett för grovt mått. Därför infördes nya enheter, gran om en tiondels nylinje  och skrupel om en tiondels gran  vilket var tillräcklig precision för vardagens alla tillämpningar.
Med den gammalstavning som gällde 1855 – – 1906 skrev man ref, plural refvar samt linie, som alltså är synonymer till nutida rev, revar, linje.
| Grundenhet        | Större enheter                 | Mindre enheter                  |
| ----------------- | ------------------------------ | ------------------------------- |
| 1 fot = 0,296 9 m | 1 mil = 360 revar = 10,6884 km | 1 tum = 0,1 fot = 2,969 cm      |
| 1 fot = 0,296 9 m | 1 rev = 10 stänger = 29,69 m   | 1 linje = 0,1 tum = 2,969 mm    |
| 1 fot = 0,296 9 m | 1 stång = 10 fot = 2,969 m     | 1 gran = 0,1 linje = 0,296 9 mm |
| 1 fot = 0,296 9 m | 1 stång = 10 fot = 2,969 m     | 1 skrupel = 0,1 gran = 29,69 μm |

Förväxla ej med den  medicinalvikt som användes 1688 – – 1862, där 1 scrupel = 20 gran à 1,237 g. Lägg märke till att i detta fall var enheten scrupel större än gran, alltså tvärt om vad som gällde för längdmått.
Enheten för ytmåttet var kvadratfoten.
Enheten för torra varors mått var kubikfoten.
Enheten för våta varors mått var kannan.
Enheten för vikten var skålpundet.

### Etymologi
- Gran härleds från latinets granum (ett gryn).  Jfr Bibelns metafor om "grandet i grannens öga".[4]
- Skrupel härleds från latinets scrupus  (liten, skarp sten).[5]

## Svenska metersystemet
Svenska metersystemet antogs av riksdagen och stadfästes 1876. Under perioden 1879 till 1889 års början fick det användas vid sidan av det då gällande systemet, men efter 1889 års ingång var det ensamt lagligt gällande.
1 nymil = 10 kilometer
1 kilometer = 1 000 meter
1 meter = 10 decimeter
1 decimeter = 10 centimeter
1 centimeter = 10 millimeter.
1 meter = 3,3681 svensk fot
Följande förhållanden gällde mellan de gamla och nya enheterna:

### Längdmått
1 mil (gammal) = 1,068 mil (nymil)
1 rev = 29,690 meter
1 stång = 2,9690 meter
1 fot = 0,29690 meter
1 mil (nymil) = 0,9356 mil (gammal)
1 meter = 3,3681 fot

### Ytmått
1 kvadratrev = 8,815 ar
1 kvadratstång = 8,815 kvadratmeter
1 kvadratfot = 0,08815 kvadratmeter
1 hektar = 11,344 kvadratrev (= 2,0257 tunnland)
1 ar = 11,344 kvadratstänger
1 kvadratmeter = 11,344 kvadratfot